# Onychostoma angustistomata
Onychostoma angustistomata är en fiskart som först beskrevs av Fang, 1940.  Onychostoma angustistomata ingår i släktet Onychostoma och familjen karpfiskar. Inga underarter finns listade i Catalogue of Life.